# Bruckberg (Niederbayern)

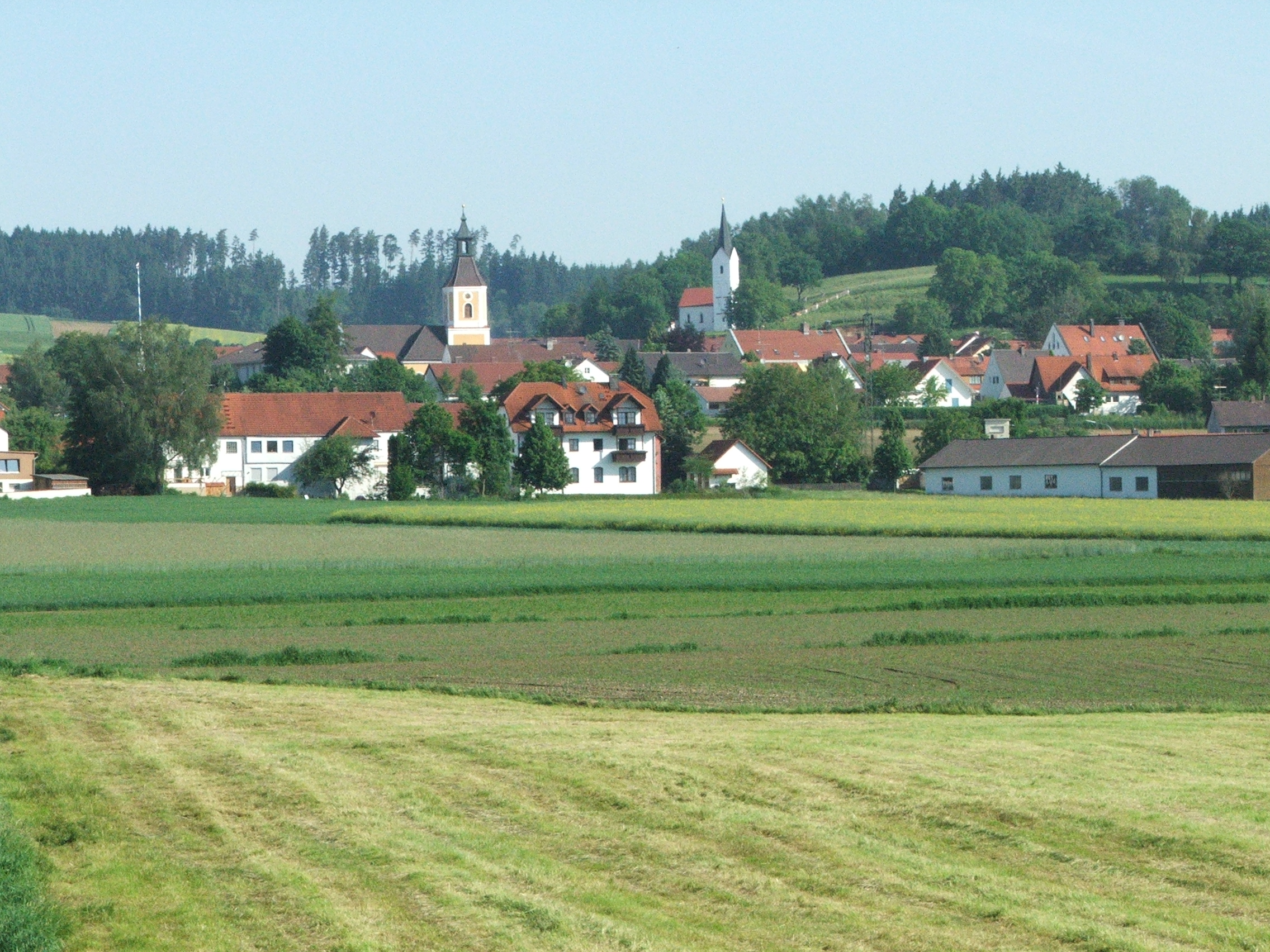
Blick vom Bahnhof aus auf Bruckberg mit der Pfarrkirche St. Jakobus, im Hintergrund die Nebenkirche St. Paul (Bild vor dem Zeitpunkt der Eröffnung des Seniorenheims St. Nikolaus)

Bruckberg ist eine Gemeinde im niederbayerischen Landkreis Landshut, die bis zum 30. April 1978 zum oberbayerischen Landkreis Freising gehörte.

## Geografie

### Geografische Lage
Der Ort liegt auf halber Strecke zwischen der oberbayerischen Stadt Moosburg an der Isar und der niederbayerischen Bezirkshauptstadt Landshut.

### Gemeindegliederung
Es gibt 43 Gemeindeteile:
- Almosenbachhorn
- Antloh
- Asang
- Attenhausen
- Bachhorn
- Beutelhausen
- Boybeck
- Bruckberg
- Bruckbergerau
- Buch
- Buchberg
- Edlkofen
- Eggersdorf mit St. Johannes d. T.
- Engelsdorf
- Gredhaus
- Gündlkofen
- Hack
- Hader
- Hartshausen
- Haslach
- Hetzenweb
- Kehlhof
- Kollmann
- Kreut
- Langmaier
- Oberlenghart
- Pörndorf
- Prüglried
- Reichersdorf
- Reith
- Ried
- Schlagkreut
- Schlott
- Sittenau
- Solomann
- Spanneck
- Stubenreith
- Tondorf
- Unterlenghart
- Weihern
- Wendlöd
- Widdersdorf
- Winklmaier

Das gesamte Gemeindegebiet ist vorwiegend ländlich strukturiert. Im Nordwestteil wird Hopfenbau betrieben, ansonsten überwiegt Getreide- und Futterbau.

## Geschichte

### Bis zum 19. Jahrhundert
Das Fundmaterial der vorgeschichtlichen Besiedelung Bruckbergs reicht bis in die Jungsteinzeit (ca. 4000 bis 2000 v. Chr.). Von der nachfolgenden Kupfer- und Bronzezeit (2000 bis 1200 v. Chr.) und der Hallstatt/Eisenzeit (800 bis 500 v. Chr.) künden mehrere Hügelgräber in der Nähe des Bahnhofes. Aus der Keltenzeit stammen die Spuren einer Viereckschanze auf der Erhebung östlich von Almosenbachhorn (um 400 v. Chr.). Funde aus römischer Zeit (etwa 150 n. Chr.) und Ausgrabungen von römischen Grundmauern beweisen das Vorhandensein einer Römerstraße.
Im Jahre 880 machte der spätere Kaiser Arnulf von Kärnten dem Grafen Sighart von Ebersberg eine Schenkung in Bruckberg, die Villa Berga. Im 11. Jahrhundert baute ein Verwandter des Grafengeschlechts von Moosburg-Roning-Rottenburg die Burg Bruckberg. Sie diente zum Schutz eines 1377 erwähnten Isarüberganges.
Um 1130 wird Friedrich von Bruckberg im Gefolge der Wittelsbacher und Grafen von Moosburg erwähnt. Die Bruckberger wohnten bis 1343 in Bruckberg und führten ein Wappen mit Helm und Geierschwinge in weißblauer Farbe.
Nach der Zeit der Bruckberger wechselte das Schloss oft den Besitzer. Zur Zeit Heinrich des Löwen wurden hier wiederholt Gerichtstage abgehalten. Die Obmannschaft Bruckberg unterstand in herzoglich-kurbayerischer Zeit der Herrschaft Isareck im Landgericht Moosburg. Im Dreißigjährigen Krieg wurde Bruckberg fast völlig durch die Schweden zerstört.
1770 brannte ein großer Teil des Schlosses ab. Es wurde kurz danach wiederhergestellt.
Im Spanischen Erbfolgekrieg (1701–1714) und im Österreichischen Erbfolgekrieg (1741–1748) sowie in den Napoleonischen Kriegen Anfang des 19. Jahrhunderts litt Bruckberg unter Einquartierungen und Plünderungen. 1808 entstand der Steuerdistrikt Bruckberg, aus dem die Gemeinde Bruckberg hervorging. Seit 1826 waren die Freiherren von Schacky Schlossbesitzer. Jetzt ist das Schloss mit sämtlichen Grundbesitz Eigentum der Freiherrn von Korff-Grimm.

### Kreiszugehörigkeit und Eingemeindungen
Bei der Kreisgebietsreform, die am 1. Juli 1972 in Kraft trat, gehörte die damalige Gemeinde Bruckberg (mit der am 1. Januar 1972 eingegliederten Gemeinde Bruckbergerau) noch zum oberbayerischen Landkreis Freising. Zu diesem Zeitpunkt wechselte sie zum niederbayerischen Landkreis Landshut, zu dem die damaligen Gemeinden Attenhausen, Gündlkofen (mit der am 1. Juli 1972 eingegliederten Gemeinde Tondorf) und Widdersdorf bereits gehörten. 
Die heutige wesentlich größere Gemeinde Bruckberg entstand am 1. Mai 1978 durch die Eingliederung der Gemeinden Attenhausen, Gündlkofen (mit der am 1. Juli 1972 eingegliederten Gemeinde Tondorf) und Widdersdorf. Diese neue Gemeinde wechselte zeitgleich am 1. Mai 1978 aus dem Landkreis Freising in den Landkreis Landshut und ist somit Teil des Bezirks und Regierungsbezirks Niederbayern.
Der Gemeindeteil Eckenhausen wurde 1982 nach Furth umgegliedert.

### Einwohner
Gemäß Bayerischem Landesamt für Statistik haben sich die Einwohnerzahlen jeweils zum 31. Dezember eines Jahres wie folgt entwickelt:
| Stand | Einwohner |
| ----- | --------- |
| 1960  | 3129      |
| 1970  | 3300      |
| 1980  | 3484      |
| 1990  | 4034      |
| 1995  | 4433      |

| Stand | Einwohner |
| ----- | --------- |
| 2000  | 4820      |
| 2005  | 5037      |
| 2010  | 5021      |
| 2013  | 5203      |
| 2014  | 5232      |

| Stand | Einwohner |
| ----- | --------- |
| 2015  | 5336      |
| 2016  | 5398      |
| 2017  | 5469      |
| 2018  | 5547      |
| 2019  | 5564      |
| 2022  | 5703      |

Von 1972, dem Jahr der Gemeindereform, bis 2015 hat sich die Einwohnerzahl um 2058 Personen erhöht. Das entspricht einem Wachstum von 62,78 Prozent.
| Alter         | Einwohner nach Alter |
| ------------- | -------------------- |
| Jünger als 18 | 18,0 %               |
| 18 bis 29     | 13,7 %               |
| 30 bis 49     | 30,5 %               |
| 50 bis 64     | 22,3 %               |
| Älter als 65  | 15,6 %               |

## Politik
Acht Monate nach dem Ende des Zweiten Weltkrieges fanden am 27. Januar 1946 die ersten Kommunalwahlen (Gemeinderatswahlen) in den kreisangehörigen Gemeinden Bayerns statt. In den Monaten April und Mai 1946 folgten die ersten Wahlen der Bürgermeister, Landräte sowie Kreistage. 2006 wurde das 60-jährige Jubiläum begangen.

### Gemeinderat und Bürgermeister
Das im nebenstehenden Diagramm dargestellte Ergebnis der Gemeinderatswahl am 15. März 2020 führte zu folgender Sitzverteilung im Gemeinderat von Bruckberg:
| Partei / Liste                           | Sitze |
| Christlich-Soziale Union in Bayern (CSU) | 7     |
| SPD/Wir für unsere Gemeinde              | 5     |
| Freie Wähler                             | 6     |
| Freie Demokratische Partei (FDP)         | 1     |
| Zukunft für unsere Heimat                | 1     |

Bürgermeister von Bruckberg ist Rudolf Radlmeier (FW). Bei der Bürgermeisterstichwahl am 29. März 2020 erhielt er 63,28 Prozent der gültigen Stimmen. Die Wahlbeteiligung lag bei 76,50 Prozent.

### Gemeindefinanzen
Im Jahr 2020 betrugen die Gemeindesteuereinnahmen 9.641.000 Euro, davon waren 4.862.000 Euro Gewerbesteuereinnahmen (netto). Eine weitere Einnahmequelle von Gemeinden sind Schlüsselzuweisungen.
In Folge einer entsprechenden Bewertung der Wirtschaftskraft der Gemeinde Bruckberg stiegen die Schlüsselzuweisungen von 58.336 Euro im Jahr 2015 um 177,4 Prozent auf 161.832 Euro im Jahr 2016. In den darauffolgenden Jahren bis einschließlich 2020 gab es keine Zuteilung.
| Zuweisungen an     | Jahr   | Jahr    | Jahr | Jahr | Jahr | Jahr |
| Zuweisungen an     | 2015   | 2016    | 2017 | 2018 | 2019 | 2020 |
| ------------------ | ------ | ------- | ---- | ---- | ---- | ---- |
| Gemeinde Bruckberg | 58.336 | 161.832 | 0    | 0    | 0    | 0    |

### Verwaltung / Zweckverbände
Die Gemeinde erbringt 304 verschiedene behördliche Leistungen. Einige Verwaltungsaufgaben werden durch interkommunale Zweckverbände wahrgenommen. 
Die Gemeinde ist Mitglied in folgenden Zweckverbänden:
- Regionaler Planungsverband Landshut
- Zweckverband Wasserversorgungsgruppe Bruckberg.
Dieser Zweckverband entstand zum 1. Januar 2015 durch Zusammenschluss der beiden Zweckverbände "Wasserversorgungsgruppe Bruckberg-Gündlkofen" und "Attenhausener Gruppe".[19]

### Wappen
| Wappen von Bruckberg (Niederbayern) | Blasonierung: „In Blau ein gekrönter goldener Greif, der in seinen Fängen einen silbernen Schild mit blauem Balken hält.“ |
| Wappen von Bruckberg (Niederbayern) | Wappenbegründung: Das Gemeindewappen verbindet in seinen heraldischen Symbolen die frühe Geschichte der Gemeinde mit der neueren Zeit. Das Schildchen, das in Silber einen blauen Balken zeigt, erinnert an das vom 12. bis Mitte des 14. Jahrhunderts einflussreiche Ortsadelsgeschlecht der Bruckberger. Der gekrönte goldene Greif stammt aus dem Wappen der Familie von Schacky, in deren Besitz das Schloss Bruckberg 1826 kam. Das Wappen wird seit 1980 geführt. |

## Wirtschaft und Infrastruktur

### Land- und Forstwirtschaft
Das Gemeindegebiet ist vorwiegend ländlich strukturiert. Im Nordwestteil wird Hopfenbau betrieben, ansonsten überwiegt Getreide- und Futterbau.
| Betriebsgröße in ha | Anzahl der Betriebe | Anzahl der Betriebe | Anzahl der Betriebe |
| Betriebsgröße in ha | 1999                | 2010                | 2020                |
| ------------------- | ------------------- | ------------------- | ------------------- |
| unter 5             | 18                  | 1                   | –                   |
| 5 bis unter 10      | 36                  | 25                  | 18                  |
| 10 bis unter 20     | 44                  | 27                  | 17                  |
| 20 bis unter 50     | 47                  | 24                  | 17                  |
| 50 oder mehr        | 4                   | 14                  | 16                  |
| Gesamt              | 149                 | 91                  | 68                  |

### Gewerbegebiete
In letzter Zeit wurden aber auch größere Betriebe angesiedelt. 2016 wurde im Industriepark nordöstlich von Gündlkofen das BMW, Werk 2.75 Bruckberg, ein zentrales Teilelager der BMW Group eröffnet. Der Industriepark ist auch Standort der merkur frucht Bayern GmbH und der AGROLAB Group.

### Breitbandversorgung
Im Rahmen der Richtlinie zur Förderung des Aufbaus von Hochgeschwindigkeitsnetzen im Freistaat Bayern vom 10. Juli 2014 steht den Gemeinden ein Förderbetrag von mindestens 500.000 Euro und maximal 950.000 Euro zur Verfügung; für Bruckberg beträgt dieser 880.000 Euro.

### Bauen und Wohnen
| Gemeindeteil  | Wohnbauflächen ausgewiesene Baugebiete | unbeplanter Innenbereich | ausgewiesene gewerbliche Bauflächen | Ackerland |
| ------------- | -------------------------------------- | ------------------------ | ----------------------------------- | --------- |
| Bruckberg     | 165 €                                  | 165 €                    |                                     | 8 €       |
| Unterlenghart | 130 €                                  | 110 €                    |                                     | 8 €       |
| Unterlenghart | 45 € SO Wochenendhausgebiet            | 110 €                    |                                     | 8 €       |
| Gündlkofen    | 160 €                                  | 160 €                    | 40 €                                | 8 €       |
| Gündlkofen    | 160 €                                  | 160 €                    | 90 € BP GI Bruckberg-Gündlkofen     | 8 €       |
| Bruckbergerau | 140 €                                  | 140 €                    |                                     | 8 €       |
| Edlkofen      | 140 €                                  | 140 €                    | 30 €                                | 8 €       |
| Tondorf       |                                        | 130 €                    |                                     | 8 €       |
| Attenhausen   |                                        | 60 €                     |                                     | 8 €       |
| Widdersdorf   |                                        | 60 €                     |                                     | 8 €       |
| Pörndorf      |                                        | 50 €                     |                                     | 8 €       |
| Eggersdorf    |                                        | 40 €                     |                                     | 8 €       |
| Engelsdorf    |                                        | 80 €                     |                                     | 8 €       |
| Reichersdorf  |                                        | 80 €                     |                                     | 8 €       |
| Bachhorn      |                                        | 55 €                     |                                     | 8 €       |

### Verkehr
Der Ort hat einen Haltepunkt an der Bahnstrecke München–Regensburg. Zum Transport von Bentonit führte von 1932 bis 1961 die Werkbahn Bruckberg vom Bahnhof durch den Ort zu den Tongruben nördlich von Bruckberg. Seit 2021 besteht auch eine Verbindung per Regionalbus nach Landshut, wobei es sich hierbei um eine privat getragene Linie handelt. Der Bus hält dabei an mehreren Haltestellen im Gemeindegebiet.

### Bildung und Erziehung
- Grund- und Mittelschule Bruckberg-Gündlkofen[28][29]
- Gemeindliche Kindertagesstätte "Regenbogen" mit Kindergarten und Kinderkrippe in Gündlkofen[30]
- Gemeindliche "Kinderkrippe Breitenau" im Ortsteil Bruckbergerau[30]
- Gemeindliche "Kindertagesstätte Bruckberg" (Kinderhort)[30]
- Kath. Kindertagesstätte Hl. Theresia v. Kinde Jesu[30][31]
- Katholischer Hort St. Michael Gündlkofen[30][32]

### Feuerwehren
Zum abwehrenden Brandschutz und für Hilfeleistung stehen vier Freiwillige Feuerwehren im Gemeindebereich zur Verfügung. Die Freiwilligen Feuerwehren befinden sich in Attenhausen (Reichersdorf 2024 eingegliedert), Bruckberg-Bruckbergerau (2015 zusammen gelegt), Gündlkofen (Tondorf und Widdersdorf 2021 eingegliedert), Pörndorf.

### Sport
Es gibt auch viele Möglichkeiten Sport zu betreiben in der Gemeinde Bruckberg. Eine davon ist der ortsansässige Verein SC Bruckberg, in dem man neben Fußball auch Turnen, Tennis und Stockschießen ausüben kann.

## Kultur und Sehenswürdigkeiten

### Baudenkmäler
- Pfarrkirche St. Jakobus der Ältere in Bruckberg: Die frühgotische Chorturmkirche wurde um 1900 nach Westen verlängert und um zwei Querarme erweitert. Am Hochaltar von 1770 befinden sich Schnitzfiguren der Heiligen Korbinian und Augustinus.
- Filialkirche St. Paul in Bruckberg: Die markant auf einer Anhöhe gelegene Kirche wurde im 14./15. Jahrhundert errichtet und enthält Holzfiguren der Heiligen Petrus und Paulus.
- Schloss Bruckberg: Das Wasserschloss aus dem 13./14. Jahrhundert wurde nach einem Brand im Jahr 1770 verändert. Der Bergfried aus Backsteinen stammt aus dem Mittelalter. Einer der zwei Wassergräben wurde um 1780 trockengelegt.
  - Schlosskapelle St. Nikolaus: Die Kapelle ist ein spätgotischer Bau, der Anfang und Mitte des 18. Jahrhunderts erweitert wurde. Die Deckenfresken von 1760 zeigen Episoden aus dem Leben des hl. Nikolaus.
- Kuratiekirche St. Stephan in Attenhausen: Sie enthält gotische Heiligenschnitzfiguren von 1480 bis 1500.
- Filialkirche St. Gallus in Beutelhausen: Der spätgotische Bau von 1490 mit Netzgewölbe wurde im 18./19. Jahrhundert verändert. Der Hochaltar von 1710 enthält eine Statue des Heiligen Gallus von etwa 1500.
- Pfarrkirche St. Peter in Gündlkofen: Die Rokokoanlage wurde 1746 bis 1756 von Johann Georg Hirschstötter erbaut. Sie ist wohl der prächtigste Rokokobau im Landkreis Landshut.
- Filialkirche Mariä Himmelfahrt in Pörndorf: Sie ist ein spätgotischer, unverputzter Backsteinbau und wurde wohl 1663 barock renoviert.
- Pfarrkirche St. Michael in Tondorf: Sie ist eine frühgotische Saalkirche (um 1300) mit spätgotischem Chor (um 1450). Die Ausstattung des Innenraumes ist barock.

|  |  |  |

## Sport
Der SC Bruckberg ist ein Sportclub, der 1946 nach dem Zweiten Weltkrieg neu gegründet wurde. Neben Fußball gibt es auch die Sparten Turnen, Tennis und Stockschießen. 
Der EV Bruckberg war ein Eishockeyverein, der von 1979 bis 2013 am Spielbetrieb des „Bayerischen Eissportverbandes (BEV)“ teilnahm. Die größten Erfolge des Vereins waren die Meisterschaften 2003 in der Bayerischen Landesliga Ost, der Bayerischen Kreisliga 1990 und 2008 in der Bayerischen Bezirksliga Gruppe II.